# Laurentophryne parkeri
A Laurentophryne parkeri a kétéltűek (Amphibia) osztályába, a békák (Anura) rendjébe és a varangyfélék (Bufonidae) családba tartozó Laurentophryne nem monotipikus faja.

## Elterjedése
A faj a Kongói Demokratikus Köztársaság endemikus faja, az ország keleti részén, az Itombwe-hegységben honos, 1850–1950 méteres tengerszint feletti magasságban. Természetes élőhelye a szubtrópusi vagy trópusi párás hegyvidéki erdők.

## Természetvédelmi helyzete
A fajra nézve a fakitermelés, a kisgazdálkodás és a települések terjeszkedése jelent veszélyt. Nem ismeretes, hogy a faj védett területen megtalálható-e, bár az Itombwe hegységben létrehoztak egy védett területet. Egy friss felmérés szerint a természetes élőhely a faj típushelyén már nem létezik.